# لين باري (ملحن)
لين باري (بالإنجليزية: Len Barry)‏ هو كاتب أغاني ومغني وملحن أمريكي، ولد في 12 يونيو 1942 في فيلادلفيا الغربية ‏ في الولايات المتحدة.

## وصلات خارجية
- لين باري على موقع IMDb (الإنجليزية)
- لين باري على موقع ميوزك برينز (الإنجليزية)
- لين باري على موقع ميوزك برينز (الإنجليزية)
- لين باري على موقع أول ميوزيك (الإنجليزية)
- لين باري على موقع ديسكوغز (الإنجليزية)
- لين باري على موقع ديسكوغز (الإنجليزية)